# Jean Clément (rugby à XV)
Pour les articles homonymes, voir Jean Clément et Clément.
Pas d'image ? Cliquez ici

a Compétitions nationales et continentales officielles uniquement.

b Matchs officiels uniquement.
Jean Clément, né le 25 septembre 1899 à Tarbes et mort le 10 février 1933 à Tarbes, est un joueur français de rugby à XV ayant occupé le poste d'arrière en sélection nationale et au Racing club de France.

## Biographie
Jean Clément honore sa première sélection en équipe de France le 22 janvier 1921 contre l'Écosse. Il finit deuxième du tournoi des cinq nations 1921. Son frère aîné Marcel Clément, né également à Tarbes, demi de mêlée, est vainqueur de la Coupe de l'Espérance en 1919 et champion de France en 1920.
Après sa carrière sportive, il s’installe comme instituteur à Soulagnets dans les Pyrénées. Il meurt à Tarbes le 10 février 1933 des suites d’une longue maladie. Il repose au cimetière de la Sède de Tarbes.

## Palmarès
- Finaliste du championnat de France en 1920 avec le Racing (mais ne joue pas la finale)

## Statistiques en équipe nationale
- 10 sélections
- sélections par année : 3 en 1921, 4 en 1922, 3 en 1923
- Tournois des Cinq Nations disputés : 1921, 1922, 1923